# 2022年のフランス
2022年のフランス （2022ねんのフランス）では、2022年のフランスに関する出来事について記述する。

## 国家元首等
- 共和国大統領
  - 第25代: エマニュエル・マクロン （再生、2017年5月14日 - ）
- 首相
  - 第24代: ジャン・カステックス （無所属、2020年7月3日 - 2023年5月16日）
  - 第25代: エリザベット・ボルヌ （再生、2023年5月16日 - ）

## できごと

### 通年
- フランスにおける2019年コロナウイルス感染症の流行状況
- 2022-23年のフランスにおけるサル痘の流行（英語版）

### 1月
- 1月1日 - 25歳未満のすべての女性を対象に、経口避妊薬（ピル）などの避妊法の利用が無料化。300万人以上が対象となる[1]。
- 1月25日 - 国内の新型コロナウイルスの新規感染者が初めて50万人を超えた[2]。

### 2月
- 2月4日 - 2022年北京オリンピックの開会式でフランス選手団が入場
- 2月14日 - ピレネー＝オリアンタル県サン＝ローラン＝ド＝ラ＝サランク（英語版）で爆発が発生し、8人が死亡[3]。

### 3月
- 3月9日 - コルシカ島で暴動が発生し、負傷者が多数
- 3月12日 - 第47回セザール賞の授賞式。作品賞は、グザヴィエ・ジャノリ監督の『ロストイリュージョンズ（英語版）』。
- 3月19日 - 2022年シックス・ネイションズ・チャンピオンシップでラグビーフランス代表が12年ぶりに優勝、大会3年ぶりに全勝優勝（グランドスラム）となった[4]。

### 4月
- 4月1日 - 前年8月に制定された気候変動対策に関する法律で、カフェやレストランでのテラス席における暖房および冷房器具の使用が禁止され、この日から施行[5]。
- 4月10日 - 2022年フランス大統領選挙において、現職で共和国前進のエマニュエル・マクロンが約27%、国民連合のマリーヌ・ル・ペンが約23%の得票率で、過半数を獲得した候補者がいなかった[6]。
- 4月23日 -  リーグ・アン2021-2022でパリ・サンジェルマンFCが2年ぶり10度目の優勝。優勝回数はASサンテティエンヌに並ぶ歴代最多タイ[7]。
- 4月24日 - 2022年フランス大統領選挙の決選投票でエマニュエル・マクロンがマリーヌ・ル・ペンを約58%の得票率で破って再選[8]。

### 5月
- 5月16日 - エリザベット・ボルヌが女性として2人目の首相に就任し、エリザベット・ボルヌ内閣が発足[9]。
- 5月17日-28日 - 第75回カンヌ国際映画祭。
- 5月22日 - スペインサッカー・リーガ・エスパニョーラ2021-2022でカリム・ベンゼマがフランス人として初めてピチーチ賞（得点王）を獲得[10]。
- 5月28日 UEFAチャンピオンズリーグ 2021-22 決勝がセーヌ＝サン＝ドニ県サン＝ドニのスタッド・ド・フランスで開催。
- 5月29日 - サッカー・リーグ・アンのASサンテティエンヌが19シーズンぶりに2部リーグ（リーグ・ドゥ）に降格[11]。

### 6月
- 6月12日、19日 - 2022年フランス議会総選挙（下院の国民議会）で与党連合が議席を大幅に失い、過半数を維持できなかった[12]。
- 6月23日 - 2022年のNBAドラフトでフランス人としてウスマン・ジェン（11位）、ムサ・ディアバテ（43位）、イスマエル・カマガテ（46位）、ウーゴ・ベッソン（英語版）（60位）が指名された[13]。

### 7月
- 7月12日 - ヨーロッパ広域での熱波の影響で、ジロンド県で大規模な山火事が発生[14]。
- 7月24日 - 2022年のF1世界選手権第12戦の2022年フランスグランプリがポール・リカール・サーキットで開催され、オランダのマックス・フェルスタッペン（レッドブル）が優勝。フランス人ではエステバン・オコン（アルピーヌF1）が8位、ピエール・ガスリー（アルファタウリ）が12位[15]。

### 10月
- 10月4日 - アラン・アスペが他国の2人と共同でノーベル物理学賞を受賞[16]。
- 10月6日 - アニー・エルノーがノーベル文学賞を受賞[17]。
- 10月17日 - 2022年のバロンドールが発表され、レアル・マドリード所属のカリム・ベンゼマがフランス人としてはジネディーヌ・ジダン以来24年ぶり5人目の受賞[18]。

### 11月
- 11月4日 - グレゴワール・ドフルナス（英語版）が議会での人種差別的な野次を飛ばしたことを理由に、15日間の登院停止と議員報酬半減という異例の処罰を賛成多数で決定[19]。
- 11月4日～6日 - フィギュアスケートの2022年フランスグランプリがアンジェのアンジェ・アイスパルク（英語版）で開催され、男子シングルでアダム・シャオ・イム・ファが優勝[20]。
- 11月5日 - 国民連合の党大会の投票でジョルダン・バルデラが党首に選出され、マリーヌ・ル・ペンが退任[21]。
- 11月30日 - フランスパンのバゲットが国際連合教育科学文化機関（ユネスコ）の無形文化遺産に登録[22]。

### 12月
- 12月4日 - サッカーフランス代表のオリヴィエ・ジルーが2022 FIFAワールドカップの決勝トーナメント1回戦で代表通算52得点目を記録し、ティエリ・アンリの持っていた歴代最多記録を更新[23]。
- 12月8日 - 18歳から25歳を対象としたコンドームの無償提供が開始[24]。
- 12月10日 - ウーゴ・ロリスが代表通算143試合目の出場となり、リリアン・テュラムの持っていた歴代最多出場記録を更新。ワールドカップに限定しても通算18試合目で、ティエリ・アンリとファビアン・バルテズの記録を更新[25]。
- 12月16日 - リヨン郊外の7階建ての住宅で火災が発生し、10人が死亡[26]。
- 12月18日 - 2022 FIFAワールドカップ・決勝でフランス代表はアルゼンチン代表にPK戦の末に敗れて準優勝[27]。
- 12月23日 - パリのクルド人の文化施設などで銃撃事件が発生し、3人が死亡、3人が負傷[28]。

## 周年
- 8月31日 - パリでのダイアナ妃の死から25年[29]。

## 死去

### 1月
- 1月4日 - ヴァランティーヌ・リニー：スーパーセンテナリアン（* 1906年）
- 1月13日 - ジャン＝ジャック・ベネックス：映画監督（* 1946年）
- 1月15日 - ロベール・ペリ（英語版）：サッカーフランス代表（* 1941年）
- 1月17日 - ミシェル・シュボール：俳優（* 1935年）
- 1月19日 - ギャスパー・ウリエル：：俳優（* 1984年）
- 1月23日 - ティエリー・ミュグレー：ファッションデザイナー（* 1948年）
- 1月23日
  - ジャン＝クロード・メジエール：漫画家（* 1938年）
  - ティエリー・ミュグレー：ファッションデザイナー（* 1948年）
- 1月27日 - アラン・バンキャール：作曲家（* 1937年）

### 2月
- 2月8日 - リュック・モンタニエ：ウイルス学者、ノーベル生理学・医学賞（* 1932年）
- 2月9日 - アンドレ・ウィルム：俳優（* 1947年）
- 2月10日 - ジャンヌ・シャバート：スーパーセンテナリアン（* 1909年）
- 2月19日 - ジャン＝リュック・ブルネル：モデルスカウト（* 1946年）

### 3月
- 3月31日 - パトリック・デマルシェリエ：写真家（* 1943年）

### 4月
- 4月13日 - ミシェル・ブーケ：俳優：セザール賞主演男優賞（* 1925年）
- 4月17日 - カトリーヌ・スパーク：女優：歌手（* 1945年）
- 4月21日 - ジャック・ペラン：俳優、映画監督（* 1941年）

### 5月
- 5月25日 - ギヨーム・ビドー：歌手、スカーヴ、ネミックメンバー（* 1978年）
- 5月30日 - フレデリック・ルクレール＝イモフ（カタルーニャ語版）：カメラマン、BFM TV記者（* 1989年）

### 7月
- 7月15日 - アンドレ・ボエト：スーパーセンテナリアン（* 1910年）
- 7月18日 - ダニ（英語版）：女優、歌手（* 1944年）
- 7月25日 - イリナ・イオネスコ：写真家（* 1930年）

### 8月
- 8月11日 - ジャン＝ジャック・サンペ：漫画家、イラストレーター（* 1932年）

### 9月
- 9月6日 - ジュスト・ジャカン：映画監督、写真家（* 1940年）
- 9月13日 - ジャン＝リュック・ゴダール：映画監督（* 1930年）
- 9月29日 - ポール・ヴェーヌ：歴史家（* 1930年）

### 10月
- 10月26日 - ピエール・スーラージュ：画家、彫刻家、版画家（* 1919年）

### 11月
- 11月20日 - ジャン＝マリー・ストローブ：映画監督（* 1933年）
- 11月24日 - クリスチャン・ボバン（英語版）：詩人（* 1951年）

### 12月
- 12月1日 - ミレーヌ・ドモンジョ：女優（* 1935年）
- 12月4日
  - ドミニク・ラピエール：ジャーナリスト、ノンフィクション作家（* 1931年）
  - パトリック・タンベイ：レーシングドライバー（* 1949年）
- 12月12日 - クロード・モセ（英語版）：歴史家（* 1924年）
- 12月23日 - フィリップ・ストレイフ：レーシングドライバー（* 1955年）
- 12月27日 - アンドレ・ミケル（英語版）：アラブ文化研究者、歴史家（* 1929年）